# Helena (Euripides)
Helena (altgriechisch Ἑλένη Heléne) ist eine Tragödie des griechischen Tragikers Euripides, die an den Dionysien 412 v. Chr. aufgeführt wurde, in einer Trilogie, in der auch die nicht mehr erhaltene Andromeda zur Aufführung kam. Die zentrale Figur der Handlung ist Helena, die Tochter des Zeus und der Leda und Gattin des Menelaos.

## Personen
Es treten auf Helena (Frau des Menelaos und Königin von Sparta von den Göttern nach Pharos in Ägypten entführt), Teukros (ein griechischer Trojakämpfer aus Salamis), Menelaos (König von Sparta, schiffbrüchig auf der Rückfahrt vom Sieg über Troja), Theoklymenos (König von Ägypten, Gastgeber der Helena und einer ihrer Freier), Theonoe (Schwester des Theoklymenos, eine Seherin), eine alte ägyptische Sklavin, ein Matrose vom Schiff des Menelaos, ein Bote, ein Diener Theonoes, die Dioskuren und ein Chor griechischer Frauen, die als Sklavinnen in Ägypten leben.

## Inhalt
Im Gegensatz zur homerischen Fassung trifft Helena hier am Krieg um Troja keine Schuld. Sie war nie in Troja gewesen. Paris, der die spartanische Königstochter zu sich nach Troja hatte entführen wollen, bekam von Hera ein „Eidolon“, ein „lebendes Gebilde aus Ätherstoff“, untergeschoben. Die Göttin zahlte auf diese Weise dem Paris heim, dass dieser einst mit seinem Urteil den Schönheitspreis ihrer Rivalin Aphrodite zuerkannt hatte. Helena selbst wurde nach Ägypten entrückt, wo sie der Herrscher Proteus gastfreundlich aufnahm und auf Pharos in seinem Palast wohnen ließ.
Das Drama setzt nach dem Ableben des Königs Proteus ein. Sein Sohn und Nachfolger Theoklymenos will Helena zu seiner Frau machen. Diese ist zum Grabmal des Proteus geflohen. Dort trifft sie auf Teukros, der auf Seite der Griechen gegen die Trojaner gekämpft hatte, aber bei seiner Heimkehr nach Salamis von seinem Vater Telamon verstoßen wurde. Teukros will Proteus’ Tochter Theonoe aufsuchen, die eine Seherin ist. Mit Hilfe ihrer Weissagung hofft Teukros, ein neues Salamis auf der Insel Zypern zu gründen. Helena, die sich wegen ihres unverdienten „schlimmen Rufs“ nicht zu erkennen gibt, erfährt von Teukros, was in der Zwischenzeit geschehen ist: vom Ende des zehnjährigen Trojanischen Krieges, vom Tod ihrer Mutter und dem ihrer Brüder, der Dioskuren Kastor und Polydeukes. Von Menelaos weiß Teukros nichts zu berichten.
Helena geht selbst zu Theonoe, die ihr weissagt, dass Menelaos noch am Leben ist. Durch Zufall findet sich Menelaos, der eben am Strand der Insel Schiffbruch erlitten hat, selbst vor dem Palast ein. Er trifft auf Helena und die beiden erkennen einander. Ein hinzukommender Matrose aus der Mannschaft des Menelaos berichtet, dass die Frau, die alle auf dem Schiff für die echte Helena hielten, sich als Trugbild zu erkennen gegeben und in Luft aufgelöst habe. Der gute Ruf der Heldin ist wiederhergestellt.
Nun gilt es allerdings noch, die Flucht zu bewerkstelligen. Menelaos, der sich vor König Theoklymenos als einfacher Trojakämpfer ausgibt, der hier gestrandet ist, verkündet sein eigenes Ableben. In der Gewissheit, Helena nun für sich gewonnen zu haben, stellt ihr Theoklymenos ein Schiff bereit, auf dem sie die Totenriten für den Gatten verrichten kann.
Das zweite Standlied, das der Chor an diesem Wendepunkt singt, handelt von der Entführung der Kore und der verzweifelten Trauer ihrer Mutter. Als eines der frühesten Textzeugnisse des Mythos vom Raub der Persephone ist es auch von religionsgeschichtlichem Interesse.
Auf dem Schiff angekommen, segelt das wiedergefundene Paar in die spartanische Heimat zurück. Als Theoklymenos seine Schwester mit dem Tod bestrafen will, weil sie ihm die Identität des Menelaos verschwiegen hatte, erscheinen die Dioskuren und verkünden, dass dies alles gemäß dem Willen der Götter geschehen sei, und Theoklymenos fügt sich.

## Überlieferung
In der Neuzeit war das Stück bereits in der Erstausgabe des Euripides, der 1503 von Aldus Manutius in Venedig herausgegebenen sogenannten Editio princeps Aldina, als eine von zwei Ergänzungen gegenüber dem älteren und von Ianos Laskaris 1494 in Florenz edierten Euripides enthalten.

## Rezeption
Laut Bolko Hagen setzt die Tragödie das traditionelle Helenabild voraus, „das in der nachhomerischen Dichtung des 6. und 5. Jahrhunderts im allgemeinen und in den übrigen Dramen des Euripides im besonderen herrschend ist: das Bild der schönsten und begehrtesten aller Frauen als des faszinierend-skandalösen Inbegriffs der Leichtfertigkeit und Verworfenheit.“ Im Gegensatz dazu bringe Euripides eine „Anti-Helena“ auf die Bühne, zwar immer noch schön und begehrt, aber ohne Schuld am Krieg und nicht treulos oder ehebrecherisch. Selbst vom betrogenen Theoklymenos werde sie am Ende für ihren Edelsinn gerühmt. Das traditionelle Bild komme jedoch z. B. durch Teukros’ Mordgelüste, als er Helena, „das Mörderbild der Allverhassten, die mich mordete und alle Griechen“, erblickt, zum Tragen. Euripides’ Darstellung folgt einer Variante des Mythos, die auf den Dichter Stesichoros zurückgeht.
Laut Kindlers Literaturlexikon fehle der Tragödie das eigentlich Tragische. Dies sei typisch für die Dramen des Euripides der Jahre um 412. „Es ist Tyche, die Göttin des Zufalls, die ihr bisweilen hartes, aber doch glücklich endendes Spiel mit dem Menschen treibt.“ Darin sei Euripides ein „Vorläufer des hellenistischen Lebensgefühls“. Entsprechend finde das Motiv der Helena „ihre Fortsetzung in der Komödie und im Roman des Hellenismus.“
Aristophanes, der im folgenden Jahr 411 v. Chr. in der Komödie Die Thesmophoriazusen die tragische Kunst des Euripides als frauenfeindlich persiflierte, erwähnt das Drama als „die neue Helena“ (v. 850).
Die Oper Die ägyptische Helena von Richard Strauss und Hugo von Hofmannsthal (UA Dresden 1928 / Salzburg 1933) basiert auf der Tragödie des Euripides.
In Peter Handkes Übersetzung erfuhr die Helena des Euripides eine moderne Inszenierung durch Luc Bondy. Die Premiere erfolgte als Koproduktion von Burgtheater und Wiener Festwochen am 9. Juni 2010 mit Birgit Minichmayr in der Titelrolle. Am 21. Juni erschien die Buchausgabe der Übersetzung im Insel Verlag.

## Ausgaben und Übersetzungen

### Textausgaben
- Euripides Helena. Herausgegeben mit einer Einführung von Amy Marjorie Dale. Oxford 1967.

### Übersetzungen
- Dietrich Ebener: Helena. In: Euripides. Tragödien ins Deutsche übersetzt. Berlin 1977
- Euripides: Sämtliche Tragödien. Band 1. Alfred Kröner Verlag, Stuttgart 1984, ISBN 3-520-28402-2, S. 243–306 (Übersetzt von J. J. Donner, bearbeitet von Richard Kannicht).
- Euripides Helena. Übersetzt von Peter Handke. Berlin 2010. ISBN 978-3-458-17488-2